# Paweł Jarosiński
Paweł Jarosiński (ur. 7 lipca 1975 w Warszawie) – polski wioślarz, olimpijczyk z Sydney 2000.
W trakcie kariery sportowej reprezentował kluby AZS-AWF Warszawa i AZS-AWFiS Gdańsk.

## Kariera sportowa
Uczestnik mistrzostw świata w:
- Aiguebelette (1997) – 15. miejsce w dwójce bez sternika (partnerem był Piotr Bochenek)[1],
- Koloni (1998) – 11. miejsce w czwórce bez sternika (partnerami byli: Piotr Basta, Piotr Bochenek, Arkadiusz Sobkowiak)[1],
- St. Catharines (1999) – 9. miejsce w dwójce bez sternika (partnerem był Piotr Bochenek)[1],
- Lucernie (2001) – 12. miejsce w ósemkach (partnerami byli: Wojciech Gutorski, Mikołaj Burda, Rafał Hejmej, Jacek Wiśniweski, Tomasz Kopczyński, Artur Rozalski, Mariusz Daniszewski, Daniel Trojanowski (sternik))[1],
- Sewilli (2002) – 8. miejsce w czwórce bez sternika (partnerami byli: Mariusz Daniszewski, Artur Rozalski, Rafał Smoliński).

W roku 1998 w Zagrzebiu wywalczył tytuł Akademickiego mistrza świata w czwórce bez sternika (partnerami byli: Piotr Basta, Piotr Bochenek, Arkadiusz Sobkowiak).
W roku 2000 w Poznaniu wywalczył tytuł Akademickiego mistrza świata w dwójce bez sternika (partner Piotr Bochenek).
W roku 2002 w Nottingham wywalczył tytuł Akademickiego mistrza świata w czwórce bez sternika (partnerami byli: Mariusz Daniszewski, Artur Rozalski, Rafał Smoliński).
Na Sydney 2000 wystartował w czwórce bez sternika (partnerami byli: Arkadiusz Sobkowiak, Rafał Smoliński, Artur Rozalski). Polska osada odpadła w repesażach.
Mistrz Polski seniorów: w dwójce bez sternika w latach 1997 – 2000; w dwójce ze sternikiem w roku 1998 oraz w czwórce bez sternika w roku 2002.